# Tursan
|  | Per a altres significats, vegeu «Vescomtat de Tursan». |

Tursan  (en occità: Tursan o Airés; en francès: Tursan o Airois) és un parçan o comarca d'Occitània situat a la Gascunya. Limita al nord amb el País de Marsan,  a l'oest amb Chalossa, al sud amb el Bearn, i a l'est amb la regió d'Armanyac. La vil·la principal és Aira. A l'edat mitjana va formar l'antiga jurisdicció feudal gascona del Vescomtat de Tursan.
Segons la proposta de divisió territorial d'Occitània del diari Jornalet, basada en l'obra de Frederic Zégierman Le Guide des pays de France, Tursan  estaria ubicat a la regió de la Gascunya, subregió de Landes i Labrit.
Oficialment, les comunes de Tursan  estan adscrites administrativament al departament francès de les Landes (sud-oest), a la regió administrativa de Nova Aquitània.
Geogràficament, es considera que Tursan   és un dels sis parçans gascons que formen part de la regió natural de les Landes de l'Ador.